# 顿涅茨克人民共和国英雄

顿涅茨克人民共和国英雄（俄语：Герой Донецкой Народной Республики）是一种设立于2014年10月3日的顿涅茨克人民共和国勋章和奖项，也是顿涅茨克国民可以获得最高级别的荣誉头衔。顿涅茨克人民共和国元首拥有头衔的授予权力，授予那些为国家服务而做出突出和勇敢行动或事迹的国民。

## 著名获得者
- 伊戈尔·斯特列尔科夫
- 弗拉基米尔·科诺诺夫
- 亞歷山大·扎哈爾琴科
- 阿森·帕夫洛夫
- 米哈伊尔·托尔斯特赫
- 弗拉基米爾·佐加